# Sex Pistols: Wściekłość i brud
Sex Pistols: Wściekłość i brud – film rockowy z 2000 roku, poświęcony zespołowi Sex Pistols, wyreżyserowany przez Juliena Temple.

## Film
Sex Pistols: Wściekłość i brud to drugi film Julien Temple o Sex Pistols. Poprzedni dokument o zespole The Great Rock ’n’ Roll Swindle (1980), był krytykowany za narzucenie poglądów menadżera zespołu Malcolma McLarena na historię wydarzeń związanych z Sex Pistols. Sex Pistols: Wściekłość i brud (2000) powstał natomiast we współpracy z żyjącymi członkami zespołu, opowiadając historię z ich punktu widzenia.
Tytuł filmu nawiązuje do nagłówka artykułu w brytyjskim bulwarowym dzienniku „Daily Mirror” z 2 grudnia 1976, przedstawiającego kontrowersyjny wywiad telewizyjny Billa Grundy'ego w programie Today z Sex Pistols oraz ich fanami z tzw. Bromley Contingent (m.in. Siouxsie Sioux) w studio Thames Television. Zespół został zaproszony w ostatniej chwili w zastępstwie grupy Queen, a swobodna atmosfera wywiadu sprowokowała niecenzuralne wypowiedzi pod adresem prowadzącego. Było to przełomowe wydarzenie, które wprowadziło punk do powszechnej świadomości Brytyjczyków.
Film dokumentuje wzlot, upadek i rozpad Sex Pistols, od skromnych początków w Shepherd’s Bush w Londynie po ostatni koncert i rozpad zespołu w Winterland Ballroom w San Francisco. Film ma formę kolażu łączącego współczesne wywiady, materiały filmowe zaczerpnięte z The Great Rock ’n’ Roll Swindle, a także wcześniej niepublikowane wywiady. Temple przedstawia zespół w kontekście społecznym lat 70. w Wielkiej Brytanii, wykorzystując archiwalne materiały filmowe z tego okresu. Film odniósł artystyczny sukces, przywracając zainteresowanie zespołem Sex Pistols oraz ich twórczością.

## Ścieżka dźwiękowa
Dwupłytowy zestaw ze ścieżką dźwiękową do filmu wydano w 2002 roku. Zawiera on utwory Sex Pistols oraz muzykę innych artystów, która została wykorzystana w filmie.

### CD 1
1. „God Save the Queen (Symphony)”
2. „Shang-A-Lang” – Bay City Rollers
3. „Pictures of Lily” – The Who
4. „Virginia Plain” – Roxy Music
5. „School's Out” – Alice Cooper
6. „Skinhead Moonstomp” – Symarip
7. „Glass Of Champagne” – Sailor
8. „Through My Eyes” – The Creation
9. „The Jean Genie” – David Bowie
10. „I'm Eighteen” – Alice Cooper
11. „Submission”
12. „Don't Gimme No Lip Child”
13. „What'cha Gonna Do About It”
14. „Road Runner”
15. „Substitute”
16. „Seventeen”

### CD 2
1. „Anarchy in the UK”
2. „Pretty Vacant”
3. „Did You No Wrong”
4. „Liar”
5. „EMI”
6. „No Feelings”
7. „I Wanna Be Me”
8. „Way Over (In Dub)” – Tapper Zukie
9. „Looking for a Kiss” – New York Dolls
10. „Holidays in the Sun”
11. „No Fun”